# Ludwik Hełmski
Ludwik Hełmski, także Ludwik Głód (ur. 2 sierpnia 1883 w Lubli zm. 14 czerwca 1938 w Katowicach) – polski urzędnik państwowy II RP, burmistrz Gniezna.
Syn Błażeja i Agnieszki z Matyków. W 1905 po zdaniu matury i ukończeniu nauki w gimnazjum w Jaśle wyjechał do ojca do USA, a po jego śmierci w 1908 powrócił do kraju. Rozpoczął studia prawnicze na Uniwersytecie Jagiellońskim. Podjął pracę w krakowskim magistracie. W 1916 otrzymał powołanie do armii austriackiej, a w 1918 wstąpił w szeregi wojska polskiego. W 1916 ożenił się z Heleną Kras. Po zwolnieniu z wojska wrócił do pracy w krakowskim magistracie. 14 stycznia 1920 Rada Miasta Gniezna wybrała L Hełmskiego burmistrzem, na dwunastoletnią kadencję. Od 9 lutego 1922 został zawieszony w prawach burmistrza na skutek oskarżenia o bezprawne używanie naukowego stopnia doktora. Wkrótce zrzekł się stanowiska i wrócił do Krakowa. W maju 1923 podjął pracę w Śląskim Urzędzie Wojewódzkim w Katowicach na stanowisku Naczelnika Wydziału Pracy i Opieki Społecznej, członek Zarządu Zakładu Ubezpieczenia na wypadek inwalidztwa w Chorzowie